# Andelnans
Andelnans è un comune francese di 1 287 abitanti situato nel dipartimento del Territorio di Belfort nella regione della Borgogna-Franca Contea.

## Storia
Andelnans dipendeva dalla parrocchia di Danjoutin almeno dal 1302, quando viene menzionata per la prima volta. Durante l'epoca feudale, il villaggio faceva parte del comune di l’Assise-sur-L'eau, uno dei distretti della contea di Belfort.
Nel 1333, Andelnans subì il destino di Belfort e passò a Jeanne di Montbéliard († 1349), erede di Rinaldo di Borgogna (1260–1321 ca.). Quando la proprietà di Jeanne venne divisa nel 1347, la tenuta di Andelnans passò alla Casa d'Asburgo e il nome del villaggio venne germanizzato in Andelnach.
Intorno al 1500, i Grammont, signori di Essert, vi possedevano un feudo. Il 14 aprile 1528, Antide de Grammont lo vendette, insieme a un quarto della decima del villaggio, a Gabriel von Salamanca-Ortenburg (1489–1539).
Fino al XIX secolo, la città forniva minerali di ferro, che alimentavano gli altiforni di Belfort e Châtenois-les-Forges.
Il priorato di Froideval, di cui si trovano tracce a metà del XIV secolo, dipendeva da Andelnans, i monaci si dedicavano allora ai malati e in particolare alla cura delle malattie degli occhi. Oggi rimangono solo alcuni resti di questo monastero, che divenne prima del suo attuale uso abitativo, una fattoria nel XVIII secolo e poi una locanda dalla fine del XIX secolo fino al 1984.
Dal XIX secolo, la zona di Froideval divenne parte integrante del comune di Andelnans. Dopo la vendita dei beni ecclesiastici nel 1790, si succedettero diversi proprietari e l'ultimo lo vendette negli anni 1960 a una società di costruzioni. Il primo complesso residenziale, "Hameau de l'Assise", fu costruito nel 1965, seguito da "Hameau du Berger" e da "Hameau de la Douce" completato nel 1979.

### Simboli
Lo stemma del comune si blasona:
La croce di Sant'Antonio è il simbolo dei canonici antoniani della commanderia di Froideval, che indossavano una tonaca nera con una grande tau azzurra cucita sulla sinistra del petto.

## Società

### Evoluzione demografica
Abitanti censiti